# 尼美斯头巾

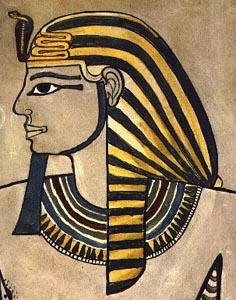
法老阿蒙霍特普二世头上的尼美斯头巾

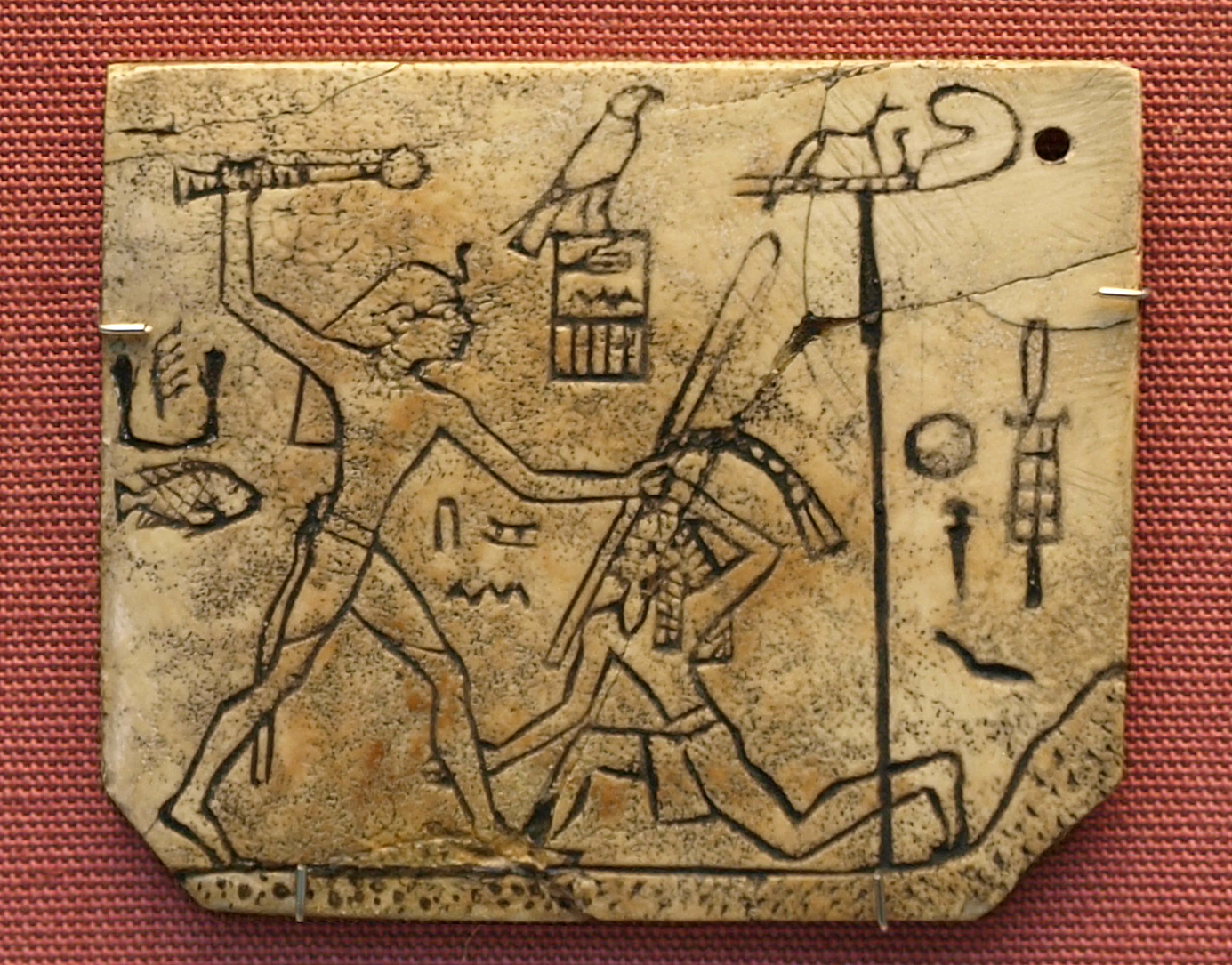
麦克格雷戈牌匾上举着权杖击打敌人的便是法老登，他头上戴着的是装饰有圣蛇的尼美斯头巾

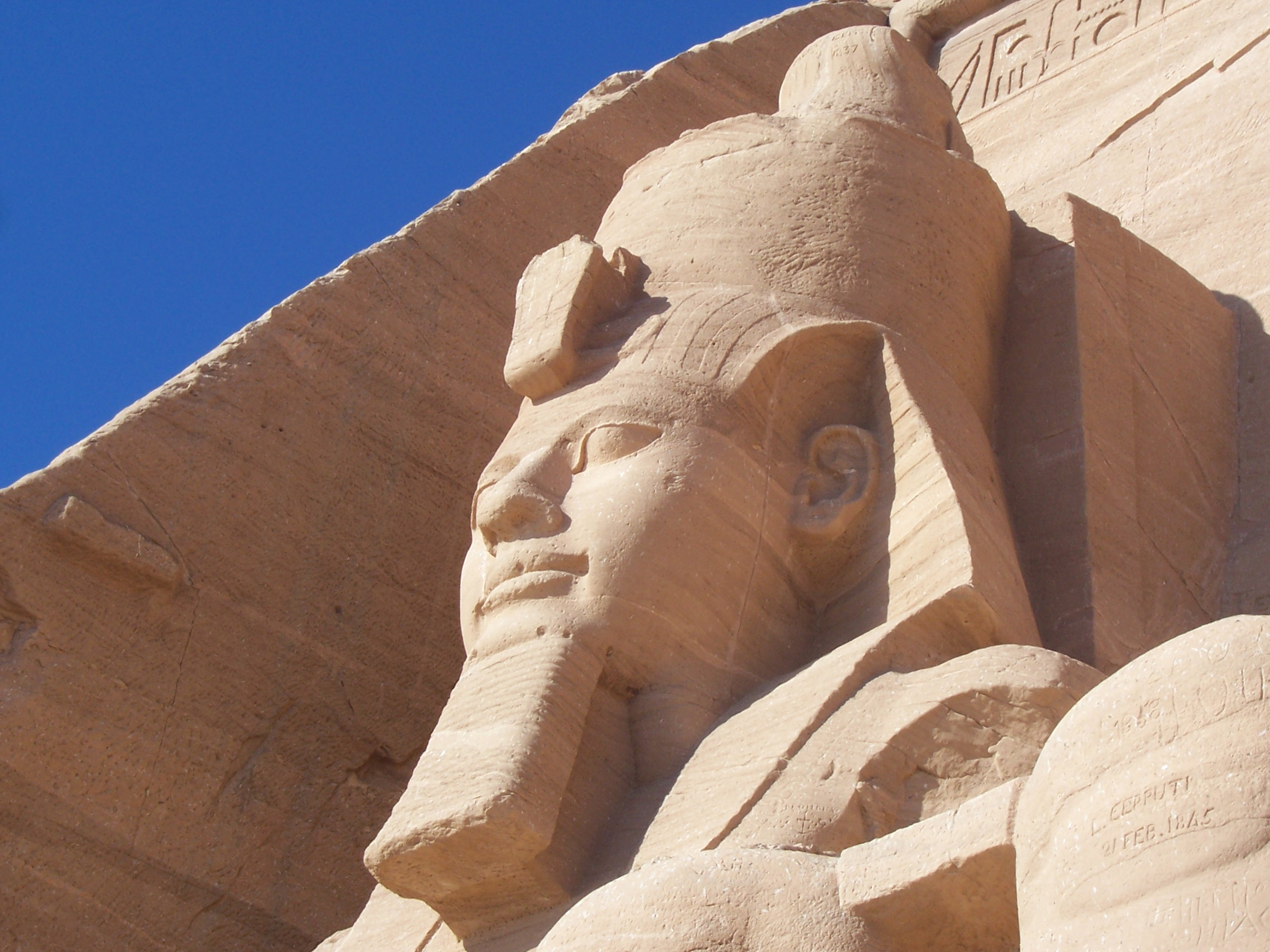
阿布辛拜勒神庙正立面雕刻有四尊巨大的拉美西斯二世坐像，坐像都佩戴着双王冠和尼美斯头巾

尼美斯头巾是古埃及法老所戴的条纹头巾。它覆盖了整个头顶、头部后面和颈背处（有时还向下延伸一点），头巾的两侧有垂褶，两个大垂褶垂在耳朵后面和双肩前面。它有时会与双王冠结合在一起，就像阿布辛贝勒神庙的拉美西斯二世雕像上的那样。现存最早的尼美斯头巾和圣蛇的形象出现在第一王朝法老登的一块象牙匾（麦克格雷戈牌匾，现收藏在大英博物馆）上。头巾本身并不是王冠，但仍然象征着法老的权力。

## 现代
神秘社团“黄金黎明赫尔墨斯教团”使用埃及尼美斯头巾（他们将其拼写为“nemyss”）作为他们“传统仪式服装”的一部分。

## 圖片

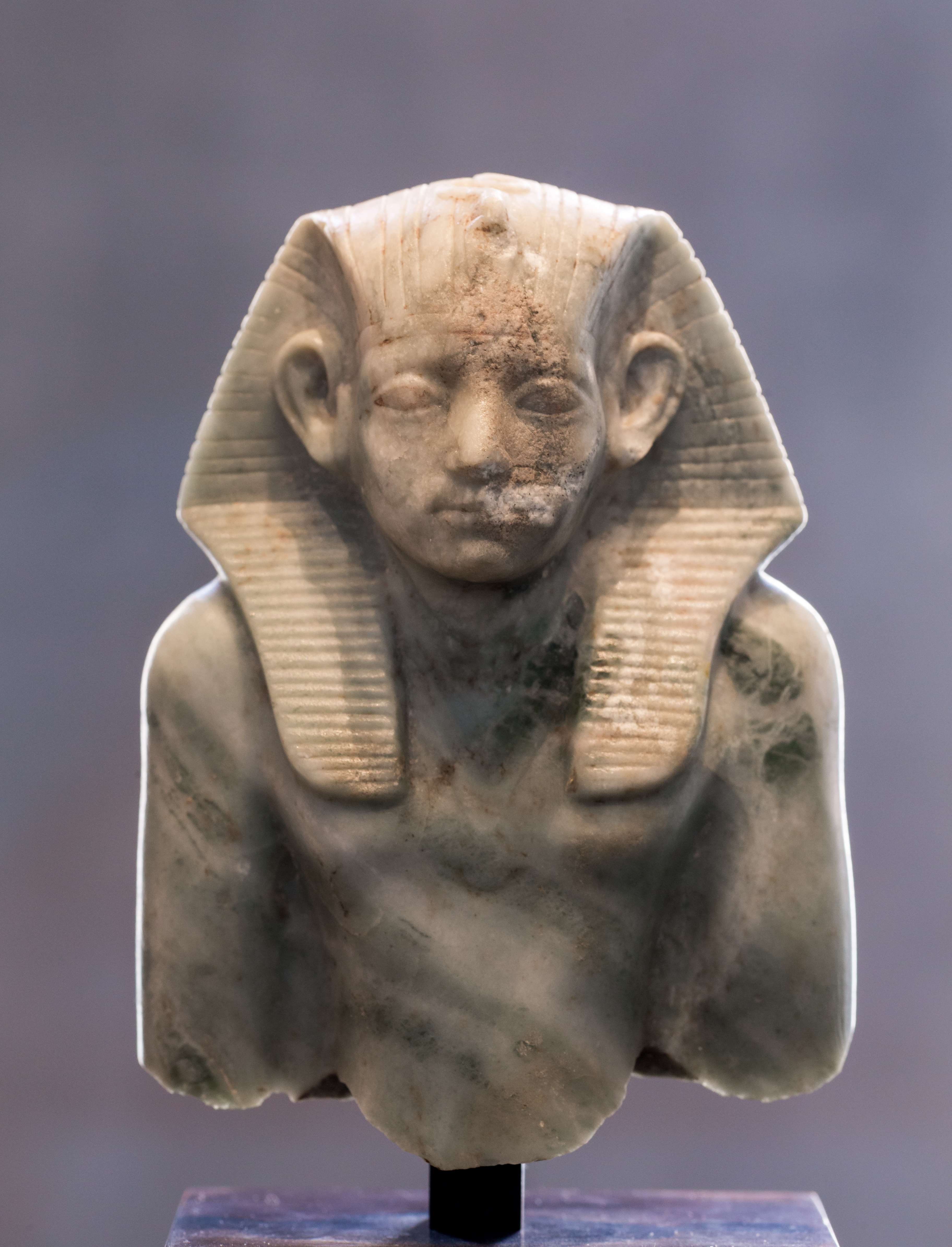
戴着尼美斯头巾的阿蒙涅姆赫特三世小雕像
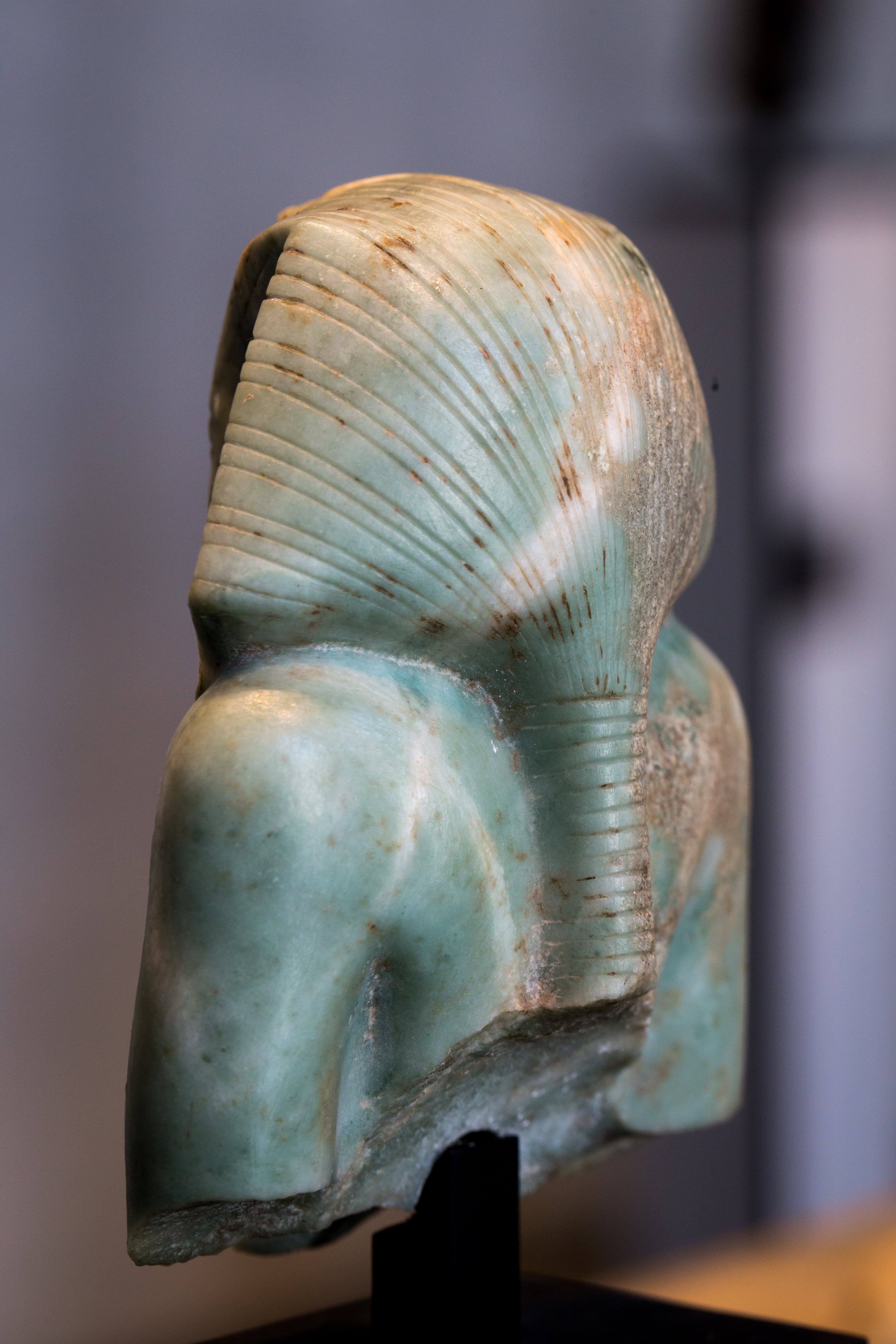
阿蒙涅姆赫特三世小雕像背面
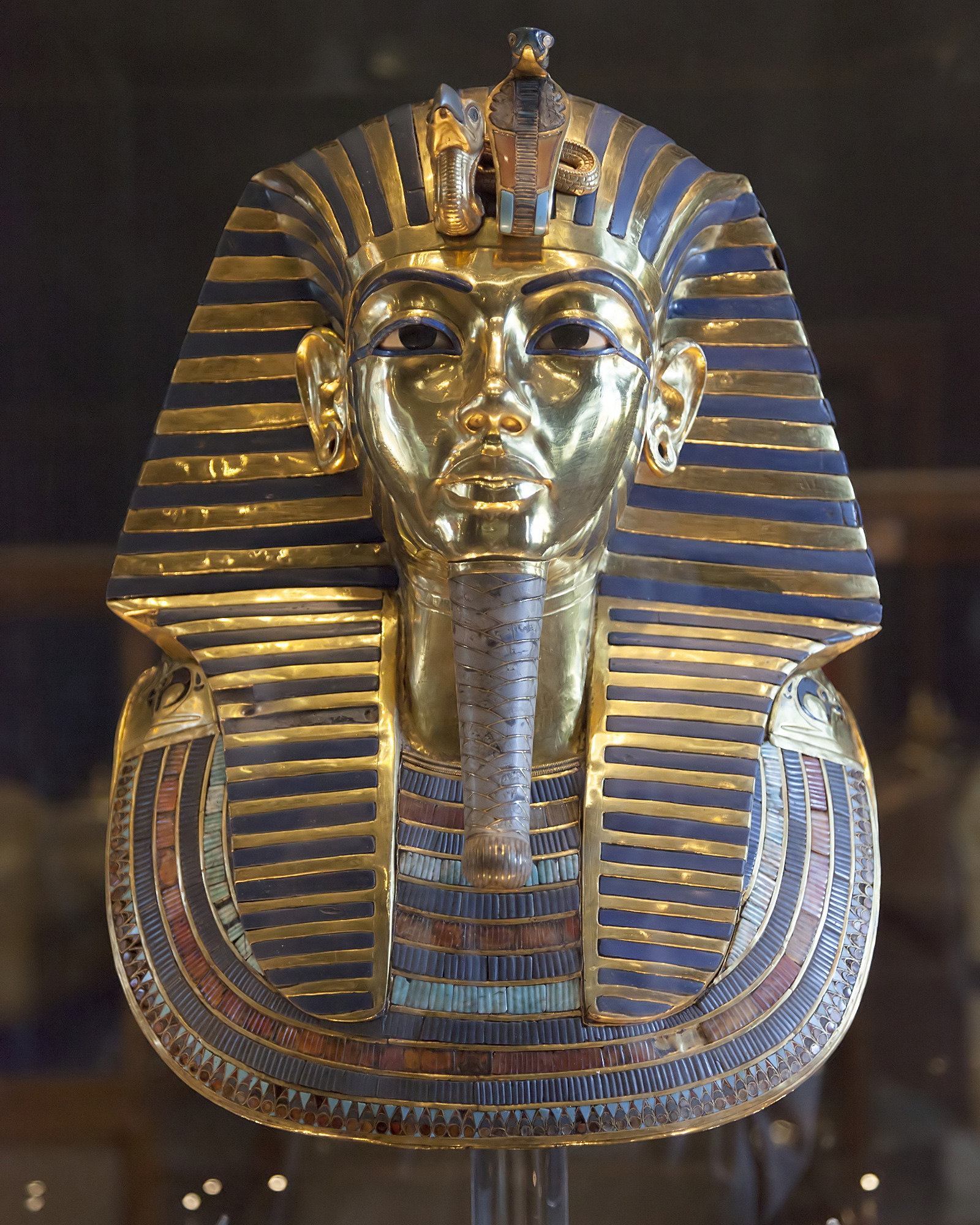
图坦卡蒙黄金面具上的尼美斯头巾
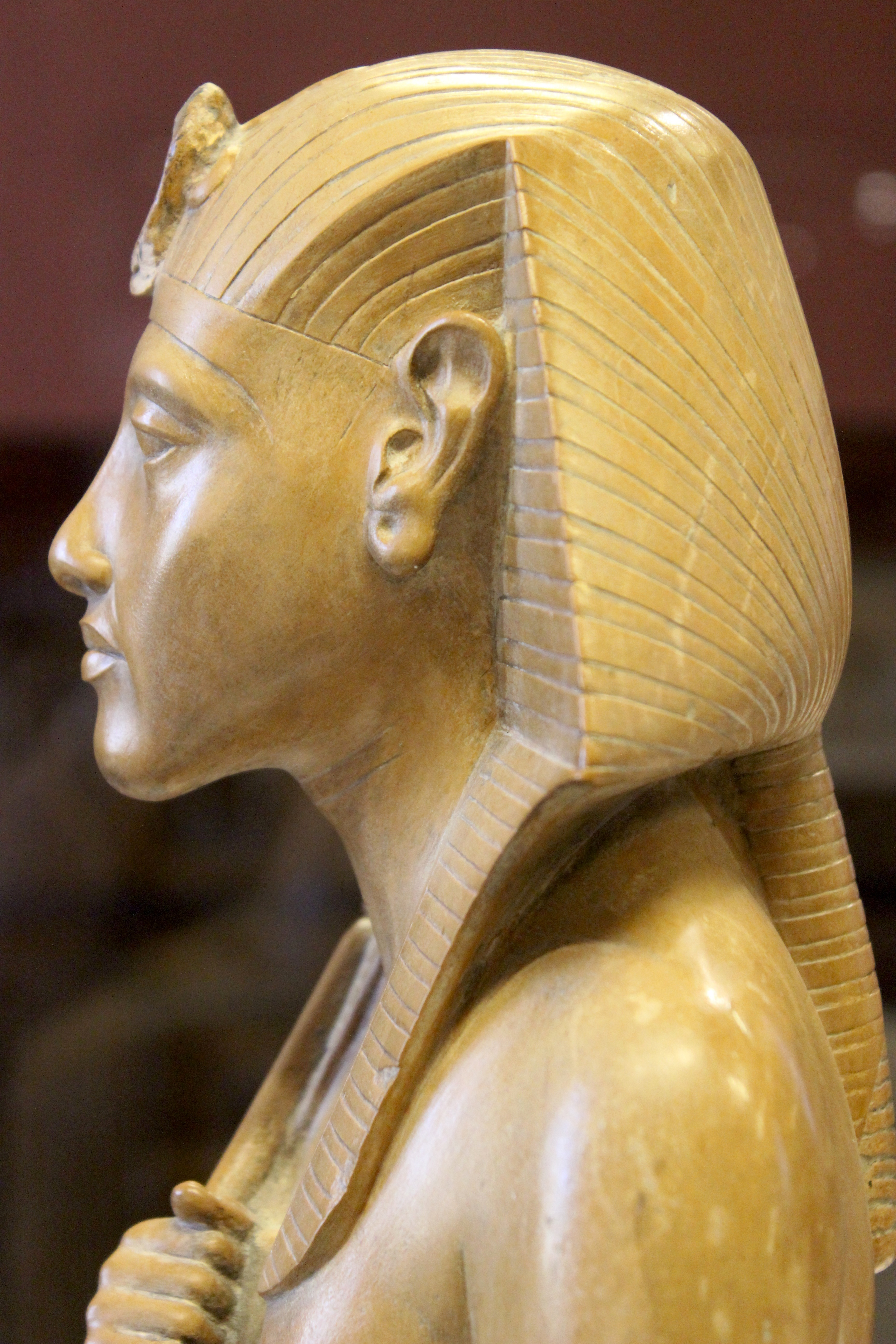
一尊埃赫那吞雕像上的尼美斯头巾
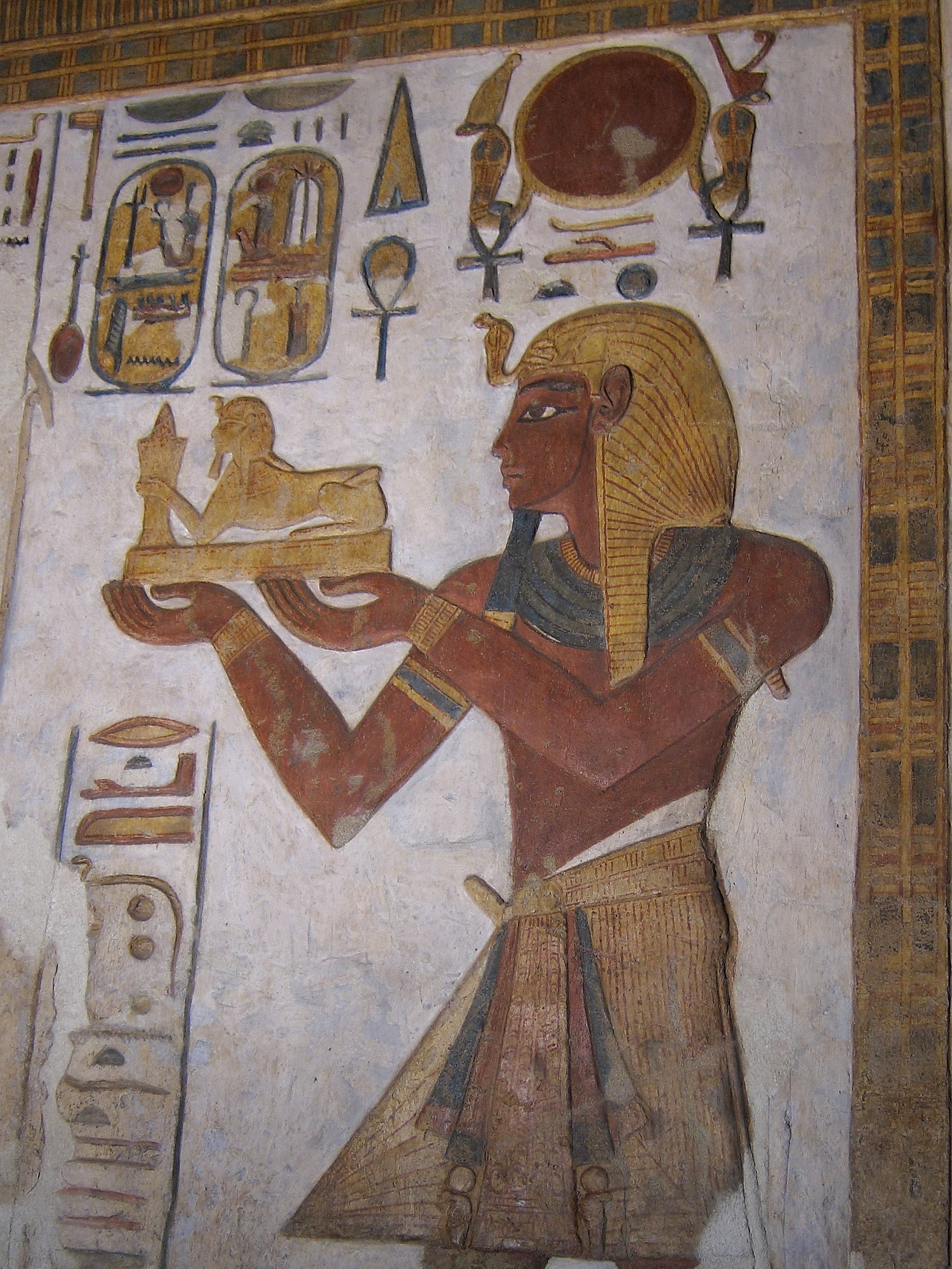
孔苏神庙中描绘拉美西斯二世头戴尼美斯头巾的壁画
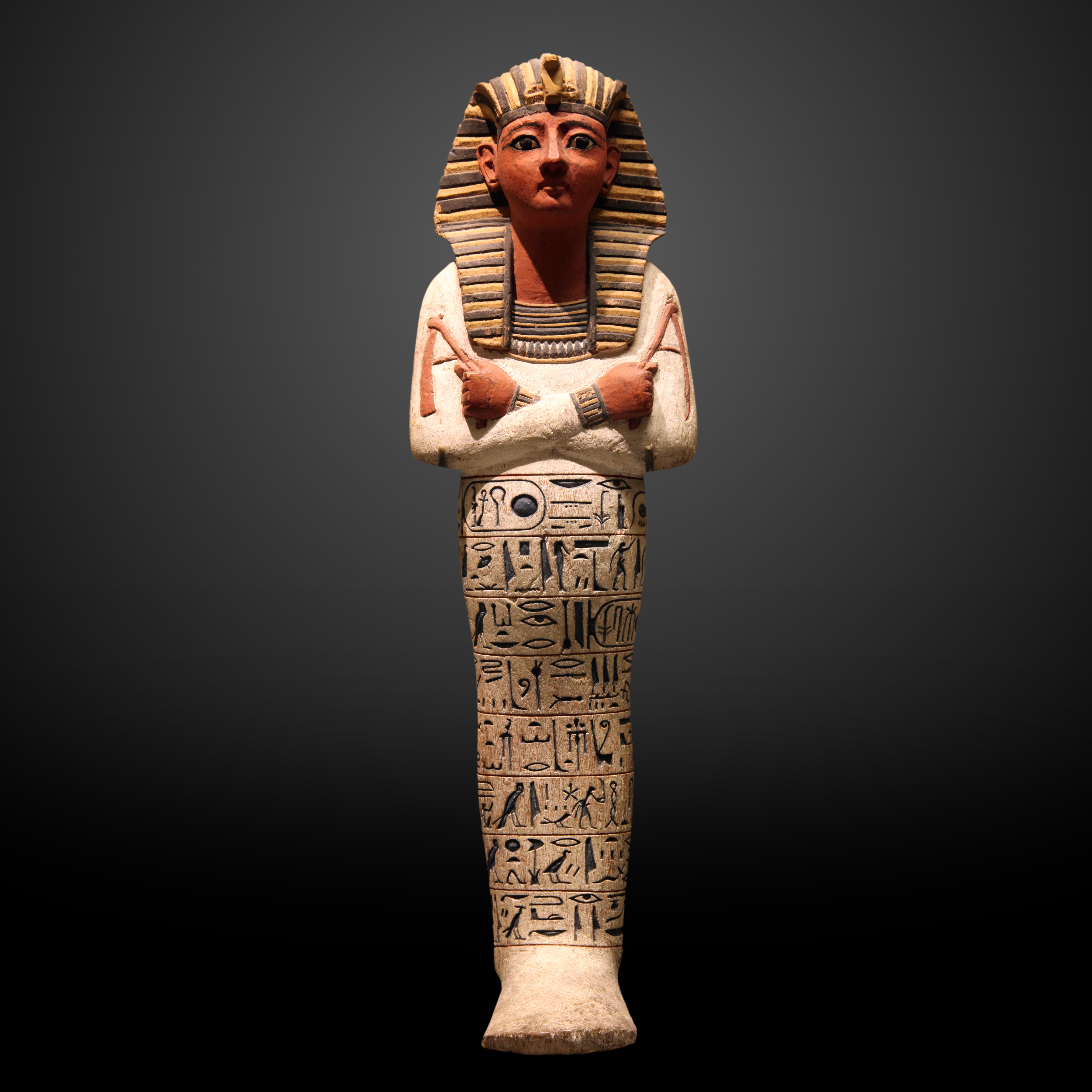
戴着尼美斯头巾的拉美西斯四世的巫沙布提俑
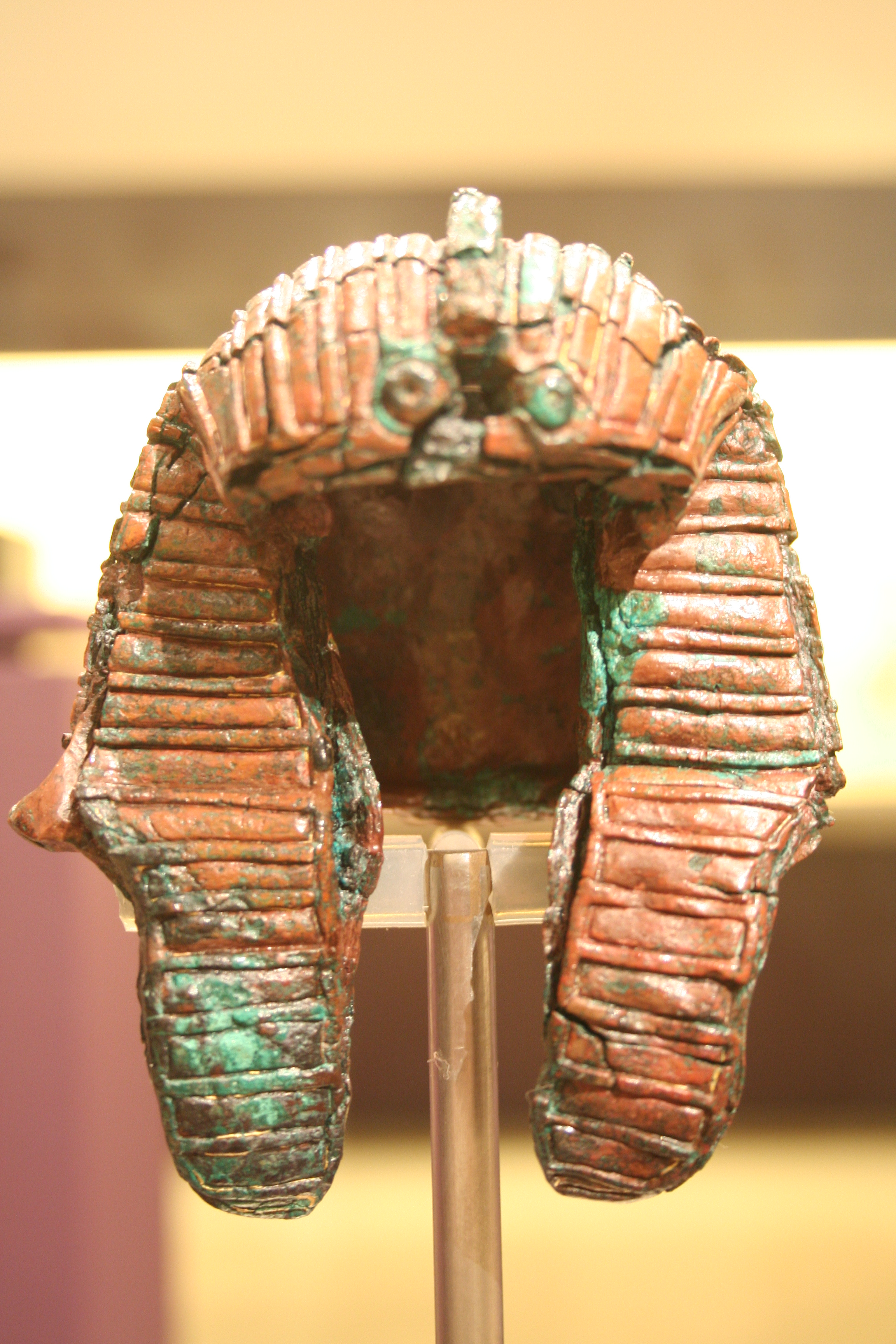
小型金属制尼美斯头巾
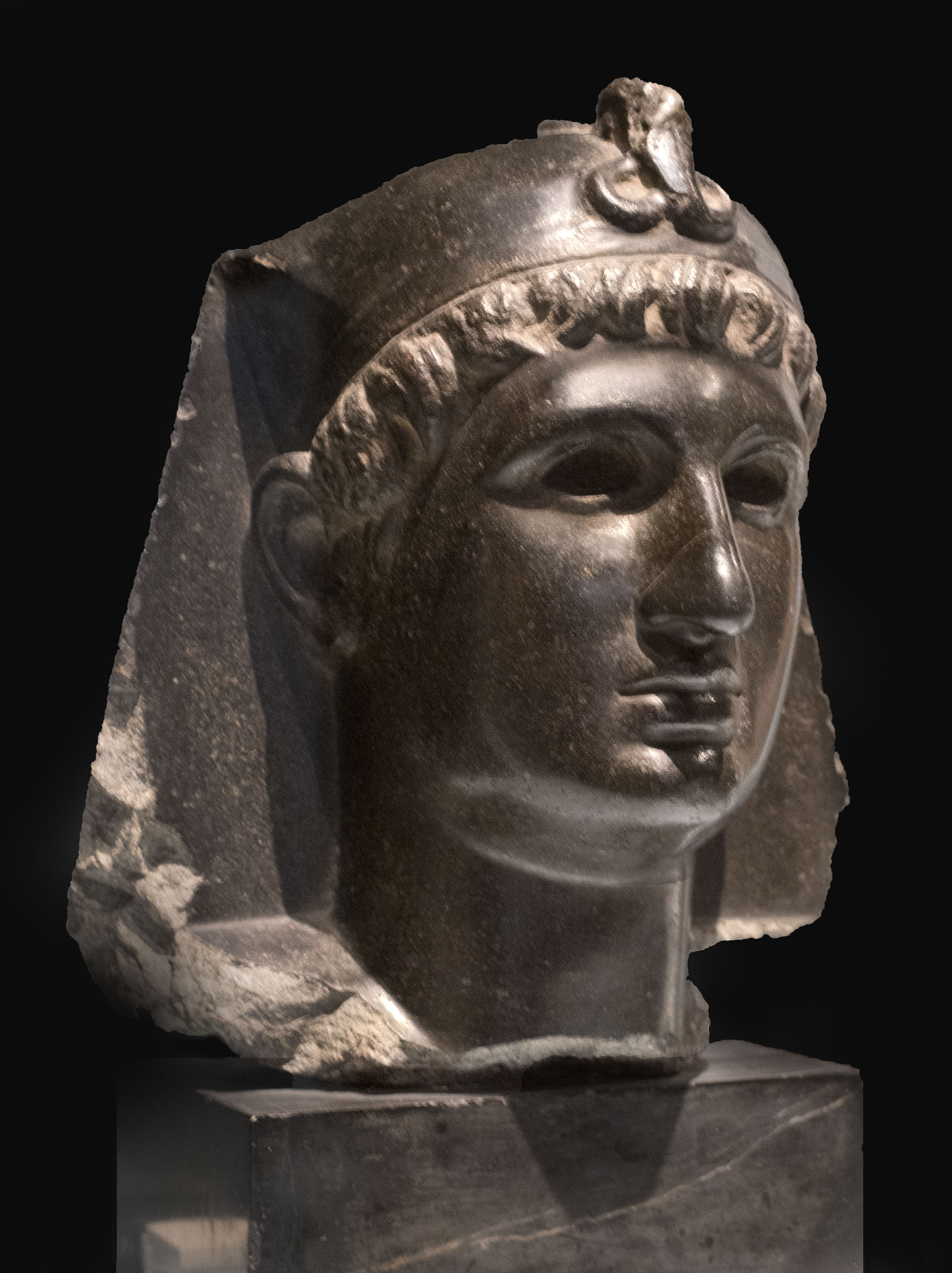
公元1世纪，罗马皇帝头戴尼美斯头巾的雕像
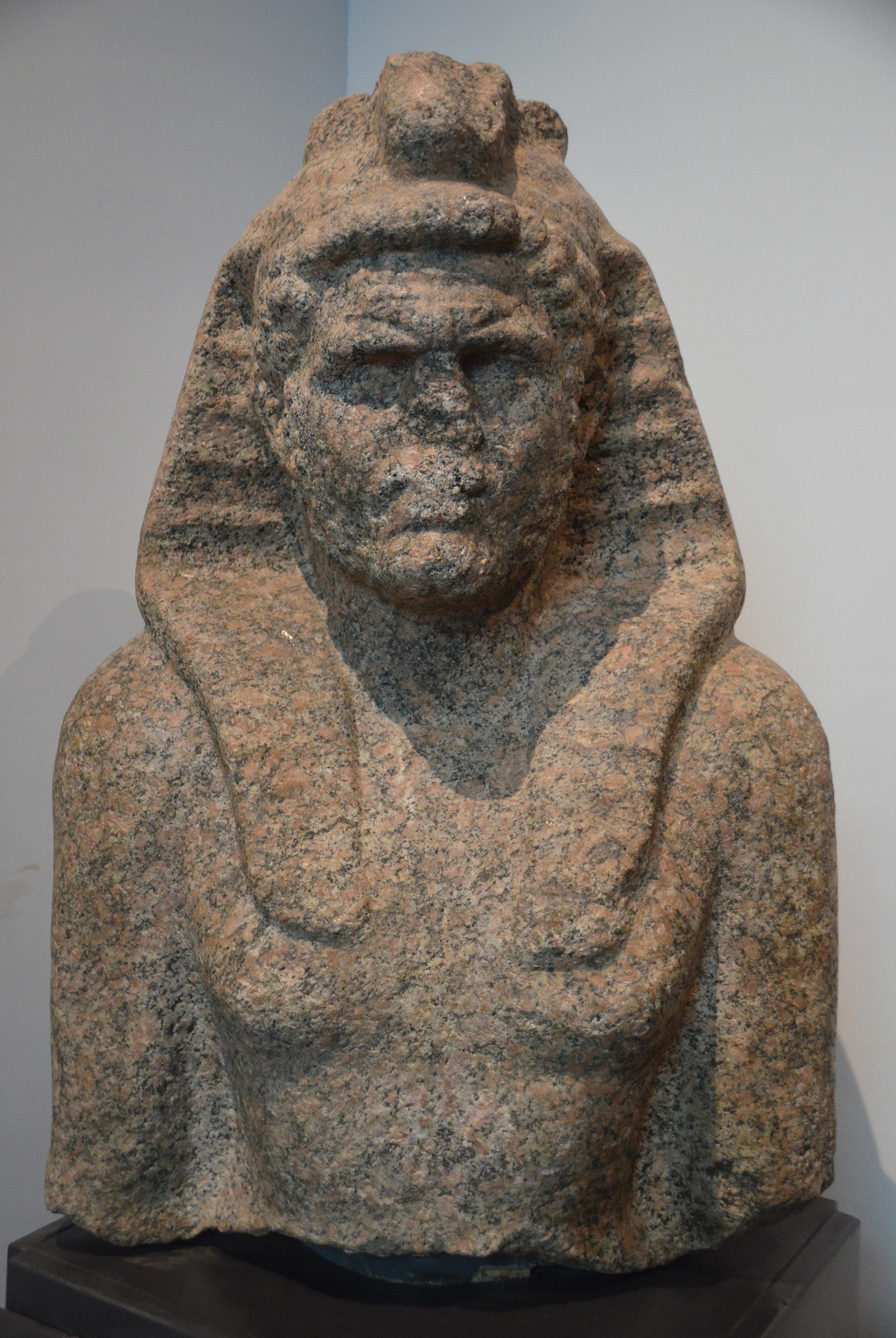
罗马皇帝卡拉卡拉戴着尼美斯头巾的形象
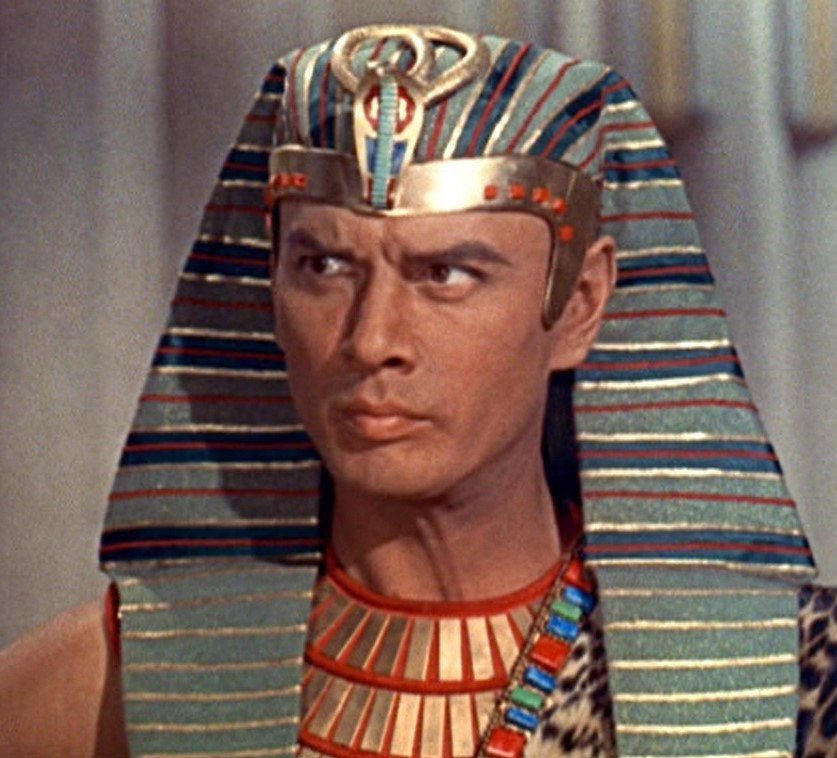
电影十诫中，尤·伯连纳饰演的拉美西斯二世戴着尼美斯头巾的形象

## 推荐书目
- Toby A. H. Wilkinson, Early Dynastic Egypt, Routledge 1999
- Bruce Graham Trigger, Ancient Egypt: A Social History, Cambridge University Press 1983
- Fragment of a basalt Egyptian-style statue of Ptolemy I （页面存档备份，存于）